# 栃木県道・茨城県道264号小山結城線

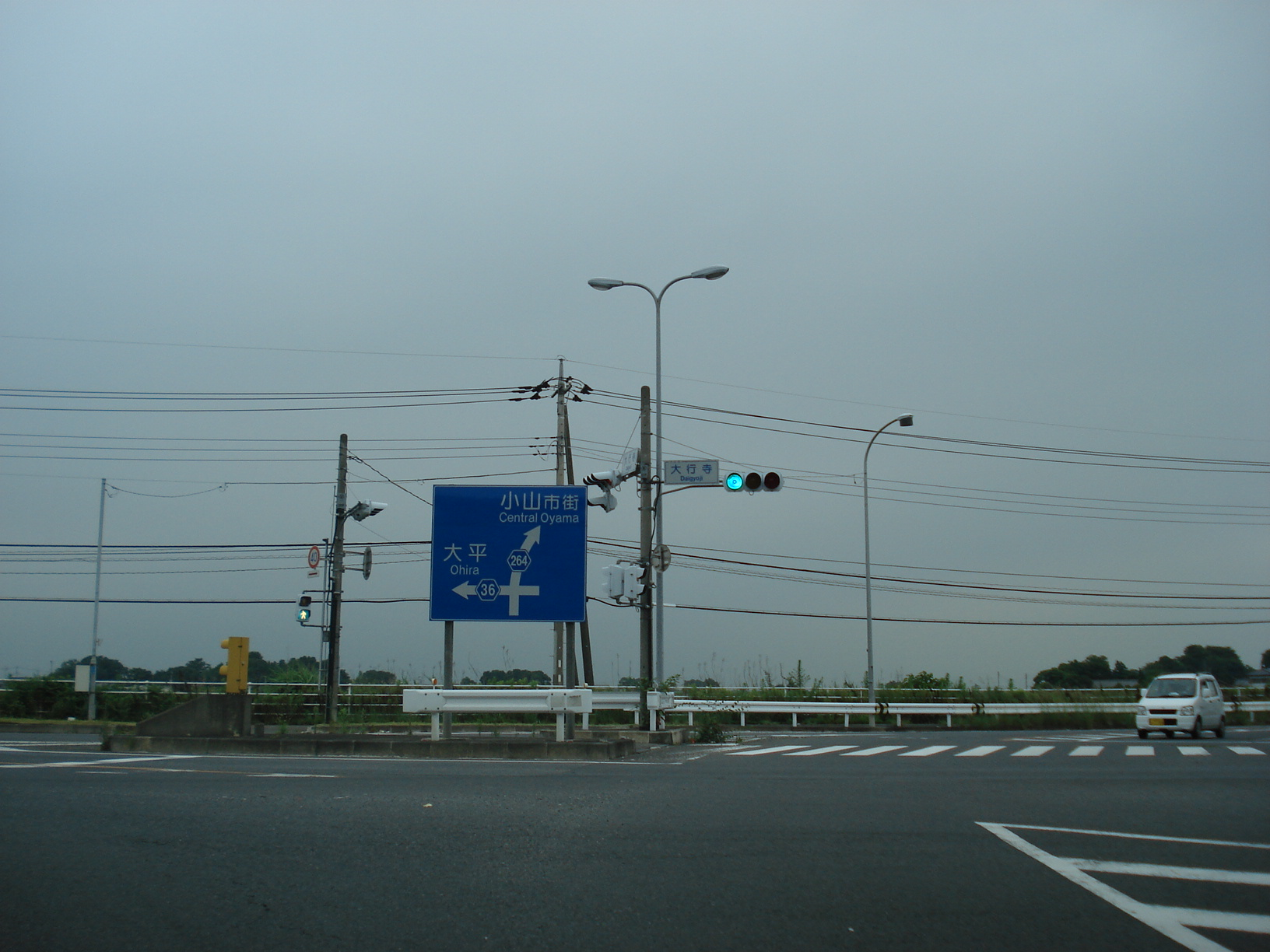
栃木県道264号小山結城線
起点の小山市・大行寺交差点（2008年7月）

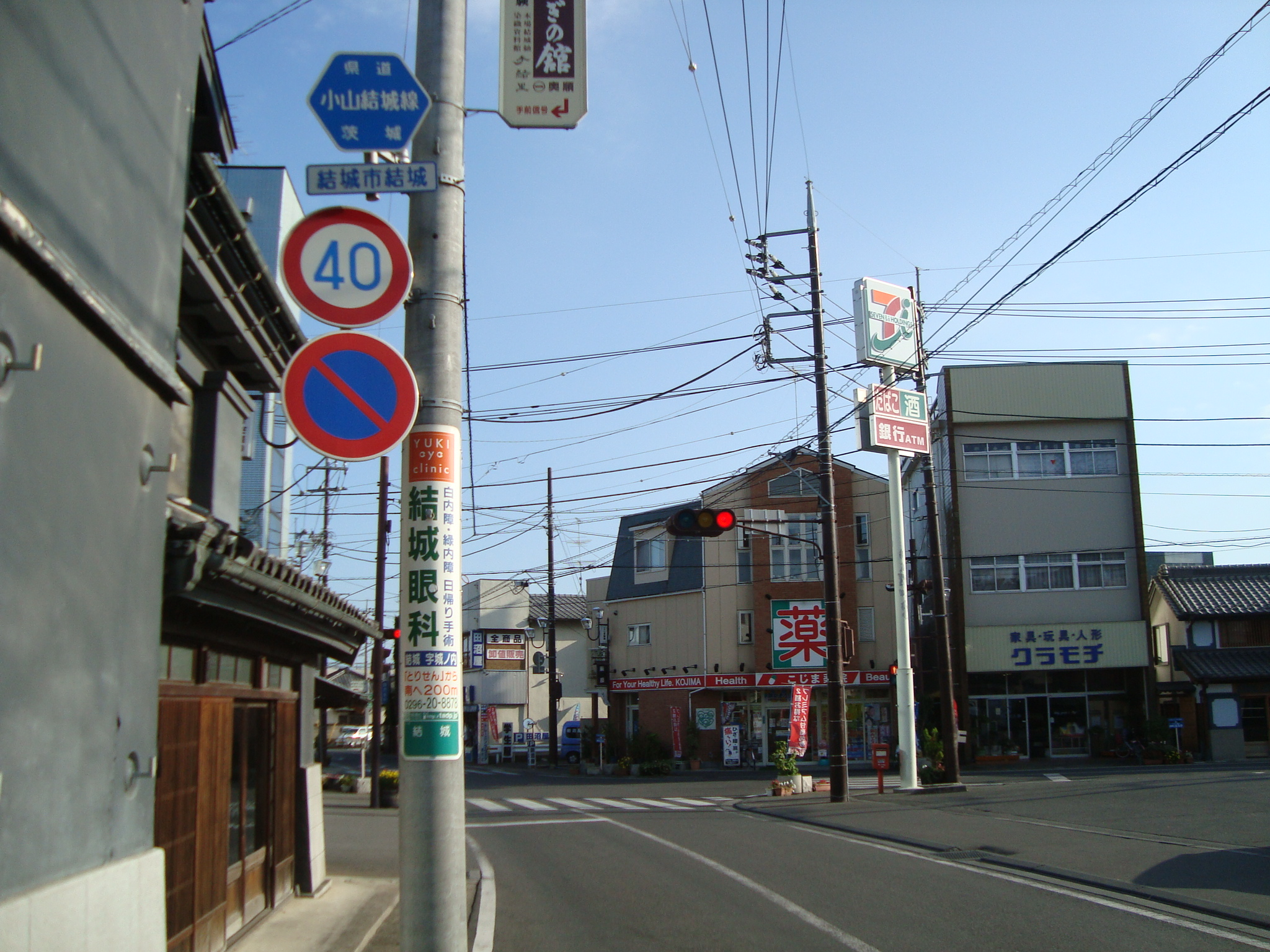
茨城県道264号小山結城線
結城市中心市街地・浦町交差点前（2009年9月）

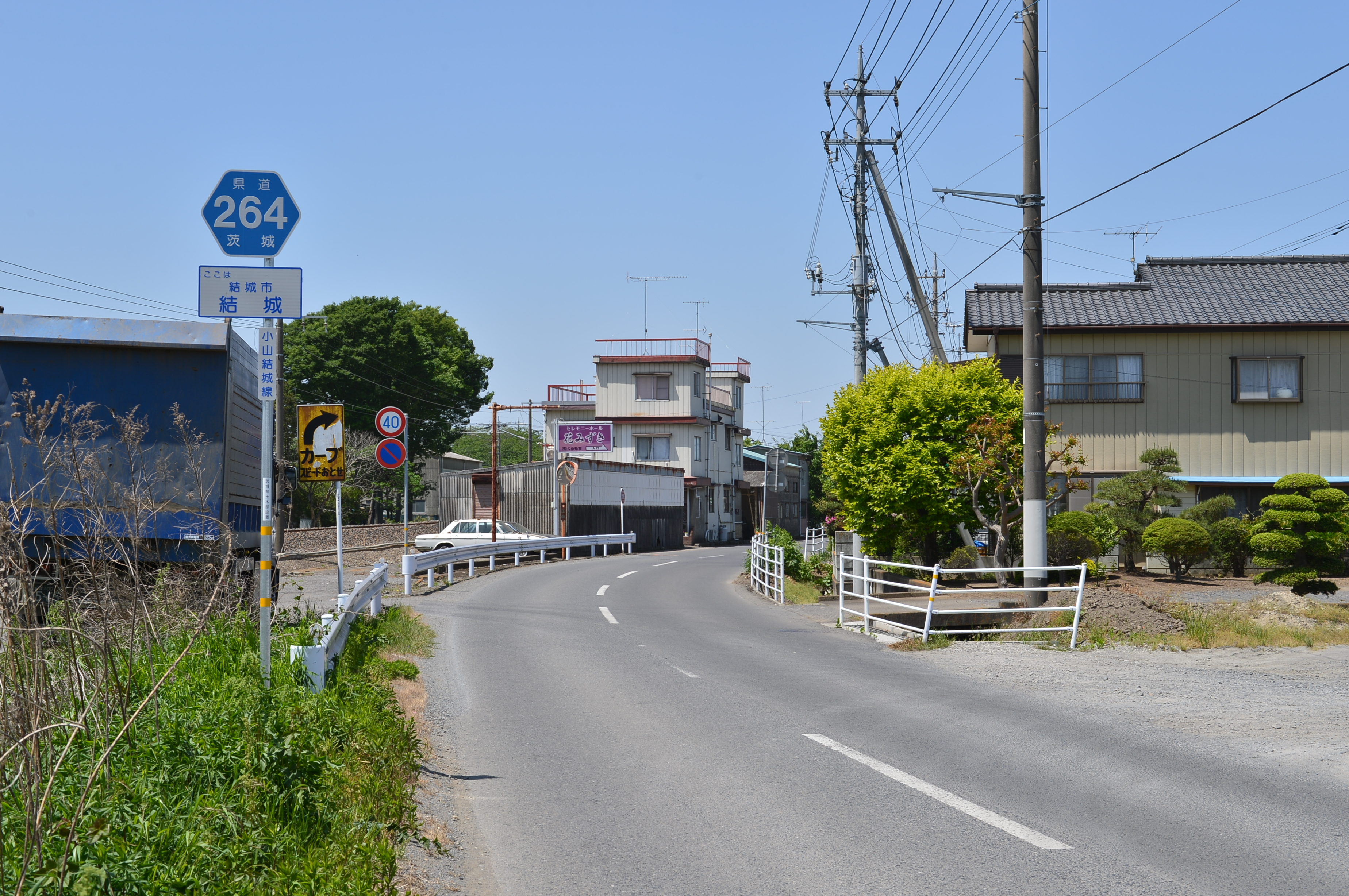
結城市結城・終点付近（2015年5月）

栃木県道・茨城県道264号小山結城線（とちぎけんどう・いばらきけんどう264ごう おやまゆうきせん）は、栃木県小山市から茨城県結城市に至る一般県道である。

## 概要
栃木県小山市大字大行寺の大行寺交差点で国道50号岩舟小山バイパスより分岐し、小山市街と茨城県結城市街を結び、茨城県道15号結城下妻線の交点（続橋交差点）に至る一般県道である。
国道50号小山 - 結城拡幅完成・岩舟小山バイパス開通までは当路線が国道50号に指定されていた。そのため周辺では旧50号とも呼ばれる。

### 路線データ
- 起点：栃木県小山市大字大行寺（大行寺立体国道50号・栃木県道36号岩舟小山線交点）
- 終点：茨城県結城市大字結城字続橋（茨城県道15号結城下妻線交点〈続橋交差点〉）[注釈 1]
- 総延長：*.* km（茨城県区間：4.351 km[2]、栃木県区間：*.* km）
- 重用延長：*.* km（茨城県区間：0.0 km[2]、栃木県区間：*.* km）
- 未供用延長：なし（茨城県区間：0.0 km[2]、栃木県区間：*.* km）
- 実延長：10.626 km（茨城県区間：4.351 km[2]、栃木県区間：6.275 km）
- 自動車交通不能区間延長[注釈 2]：*.* km（茨城県区間：0.0 km[2]、栃木県区間：*.* km）

## 歴史
1971年（昭和46年）4月30日、新たな一般県道として、栃木県小山市を起点とし、茨城県結城市の終点まで至る当時国道50号であった区間を茨城県が県道路線認定した。1995年（平成7年）に、整理番号変更により現在の整理番号264となり、現在に至る。

### 年表
- 1971年（昭和46年）4月30日：国道50号現道（当時）が県道へ格下げされ、新たな一般県道として県道小山結城線（小山市 - 結城市、茨城県区間：整理番号387）が認定される[3]。
- 1995年（平成7年）3月30日：茨城県区間において、整理番号が整理番号387から現在の番号（整理番号264）に変更される[4]。
- 2004年（平成16年）3月22日：結城市大字結城(県界) - 同市大字結城字大町の区間が、通行する車両の高さの最高限度4.1 mの道路に指定される[5]。

## 路線状況
小山市内の栃木県道265号粟宮喜沢線との交差部（結城街道入口交差点）は、朝夕を中心に激しい渋滞が起こる地点であり、その解消のために2005年（平成17年）11月1日、栃木県道265号粟宮喜沢線交点と国道4号を結ぶバイパス部（本郷工区・全長636 m）が開通した。
現在、JR宇都宮線を跨ぐ跨線橋の架替工事（陸橋工区・全長580m）が行われており、2007年（平成19年）6月に新跨線橋への架替に伴う暫定工事が完了し供用が開始された。なお、新跨線橋の前後は大きくクランクしており、走行には注意が必要であったが2009年（平成21年）4月に旧橋撤去後、再度架橋されクランクは解消された。
また、同市内の栃木県道33号小山環状線との交差部（犬塚交差点）も朝夕ラッシュ時には渋滞するポイントである。
この犬塚交差点から結城方面に向けて急な勾配があるため前方の見通しが悪く、事故の多発地帯である。
道路法の規定に基づき、茨城県内の結城市小田林（栃木県界） - 同市結城（続橋交差点）間は、緊急輸送道路として機能を維持するため、災害発生時の被害拡大防止を目的に道路用地内に電柱を建てることが制限されている。

### 別名
- 結城街道
- 祇園城通り
2003年（平成15年）2月10日、小山市の「親しむ通りの愛称づくり事業愛称選定委員会」によって市内中心部の他4路線とともに愛称が決定され、小山駅 - 観晃橋を「祇園城通り」と命名した。 本路線では国道4号交点より観晃橋までが当該区間となる（栃木県道31号栃木小山線との重複区間）。

## 地理

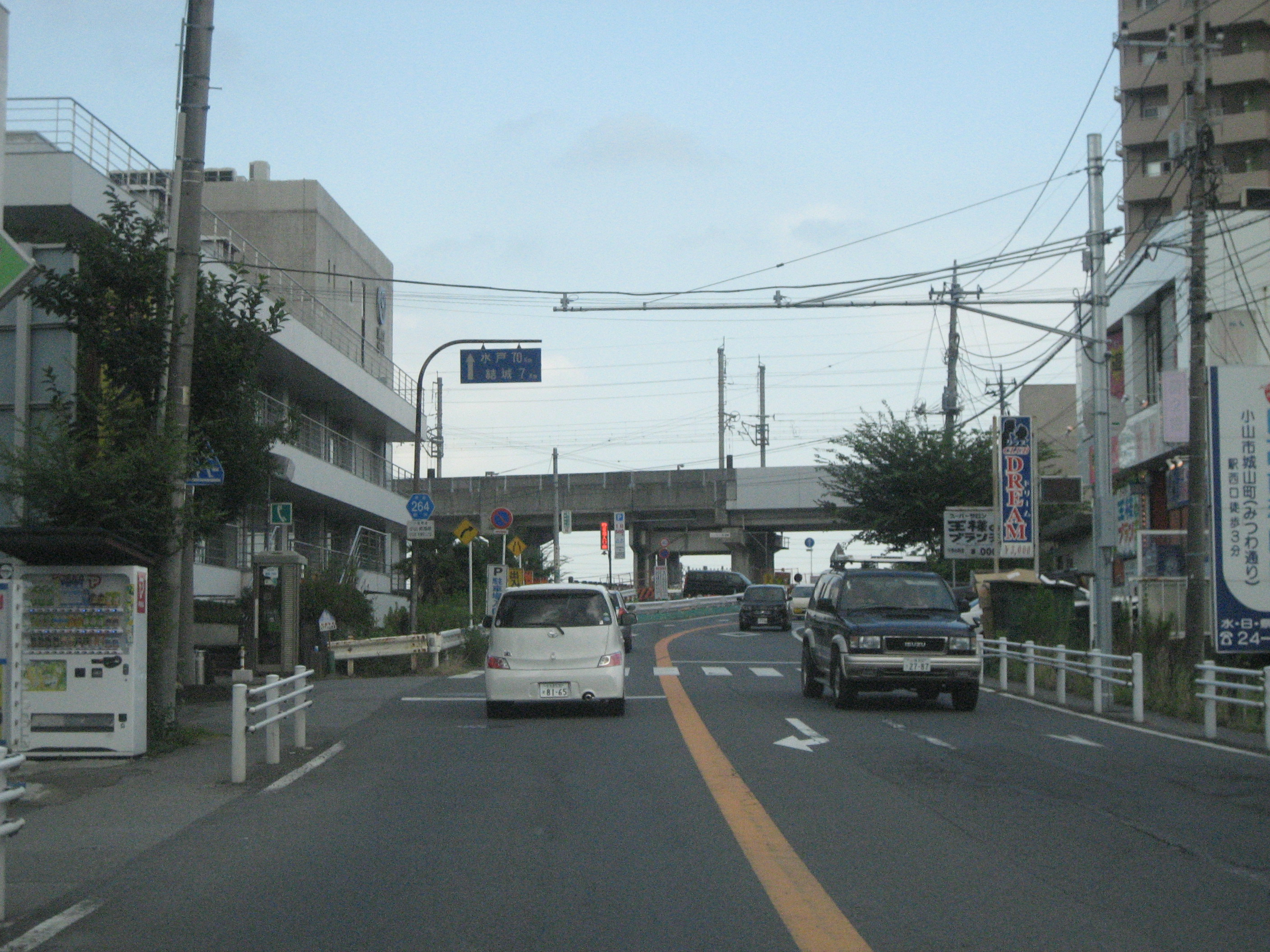
小山市内

### 通過する市町村
- 栃木県
  - 小山市
- 茨城県
  - 結城市

### 交差する道路
- 栃木県道31号栃木小山線（小山市大字小山・観晃橋西交差点）
- 国道4号小山バイパス（小山市城山町1丁目 - 小山市本郷町2丁目：重複区間）
- 栃木県道265号粟宮喜沢線（小山市本郷町3丁目）
- 栃木県道339号小山下野線（小山市駅東通3丁目・陸橋東交差点）
- 栃木県道33号小山環状線（小山市犬塚4丁目・犬塚交差点）
- 新4号国道（国道4号バイパス）（結城市大字小田林・小田林北立体）
- 茨城県道17号結城野田線（バイパス、結城市大字結城）
- 茨城県道35号宇都宮結城線（結城市大字結城）
- 茨城県道302号結城停車場線（結城市大字結城）
- 茨城県道204号結城二宮線（結城市大字結城：重複区間）
- 茨城県道17号結城野田線（結城市大字結城：重複区間）

### 沿線
- 弘経寺（結城市結城）
- 健田須賀神社（結城市結城）